# Emilie Fleten
Emilie Fleten, född 9 juni 1992 i Gol i Buskerud fylke, är en norsk längdskidåkare som representerar Gol IL och Team Ramudden.

## Idrottskarriär
Fleten kom trea i Norwegian Roller Ski Cup 2010, i senior juniorklassen. Hon kom nia i J18-klassen i den norska juniorcupen 2009/2010 och 16:e i åldersgruppen 19-20 år i den norska juniorcupen 2010/2011.
I norska cupen i rullskidåkning 2011 kom hon på tionde plats i klassen 19-20 år, och hon deltog i seniorklassen i norska cupen i längdskidor för juniorer 2011/12 där hon kom på 37:e plats. Under junior-NM 2012 tog hon silver på 5 km fritt och brons på 15 km klassiskt. Året efter kom hon 22:a i U23-klassen och 35:a i seniorklassen i norska cupen i längdskidåkning 2012/13, och hon kom 41:a i Skandinaviska cupen 2012/2013.
Fleten kom på 13:e plats i U23-klassen och 23:e plats i seniorklassen i Norgescupen i längdskidåkning 2013/2014, och hon deltog i Skandinaviska cupen 2013/2014 där hon kom på 50:e plats med 27 poäng. I norska cupen i längdskidåkning 2014/2015 kom hon på 25:e plats i U23-klassen och 44:e plats i seniorklassen. Hon fick 9 poäng i Skandinaviska cupen 2014/15 som innehade en 74:e plats totalt. I norska cupen i längdskidåkning 2015/2016 kom hon 26:a i seniorklassen, och hon kom 47:a i Skandinaviska cupen 2015/2016.
Fleten fick 208 poäng i norska cupen i längdskidåkning 2016/2017, och kom på 18:e plats, och hon fick 21 poäng i Skandinaviska cupen 2016/2017, där hon innehade en 46:e plats. Säsongen efter kom hon på en nionde plats i Norgescupen i längdskidåkning 2017/2018 totalt, men kom sexa i distanscupen med 306 poäng. I Skandinaviska cupen 2017/2018 kom hon på 46:e plats, liksom året innan. Hon vann ett av loppen i norska cupen i längdskidåkning 2018/2019, och vann norska cupen med totalt 602 poäng. I Skandinaviska cupen 2018/2019 kom hon 16:a totalt, och hon kom 13:a i distanscupen och 22:a i sprintcupen.
Fleten vann Norgescupen i längdåkning 2018/2019. 2019 blev Fleten en del av Team Ragde Eiendom där hon satsade på Ski Classics. 2020 var hon tvåa i Jizerská padesátka. 2020 bytte hon till Team Koteng,
2021 bytte hon till Team XPND Fuel of Norway, och 2022 bytte hon till Team Ramudden.
Fleten vann damklassen i Vasaloppet 2023 och 2024. 
Fleten har även varit aktiv inom terränglöpning.
I februari 2024 vann Fleten med Grönklitt Classic sin femte tävling inom Ski Classics Pro Tour och hon togs upp i Ski Classics Hall of Fame. Före Fleten hade 21 andra skidåkare mottagit samma utmärkelse. Hon vann också damloppet i  Marcialonga 2024. Herrloppet vanns av Runar Skaug Mathisen.